# Bernard de Bailliu
Pour les articles homonymes, voir Bailliu.

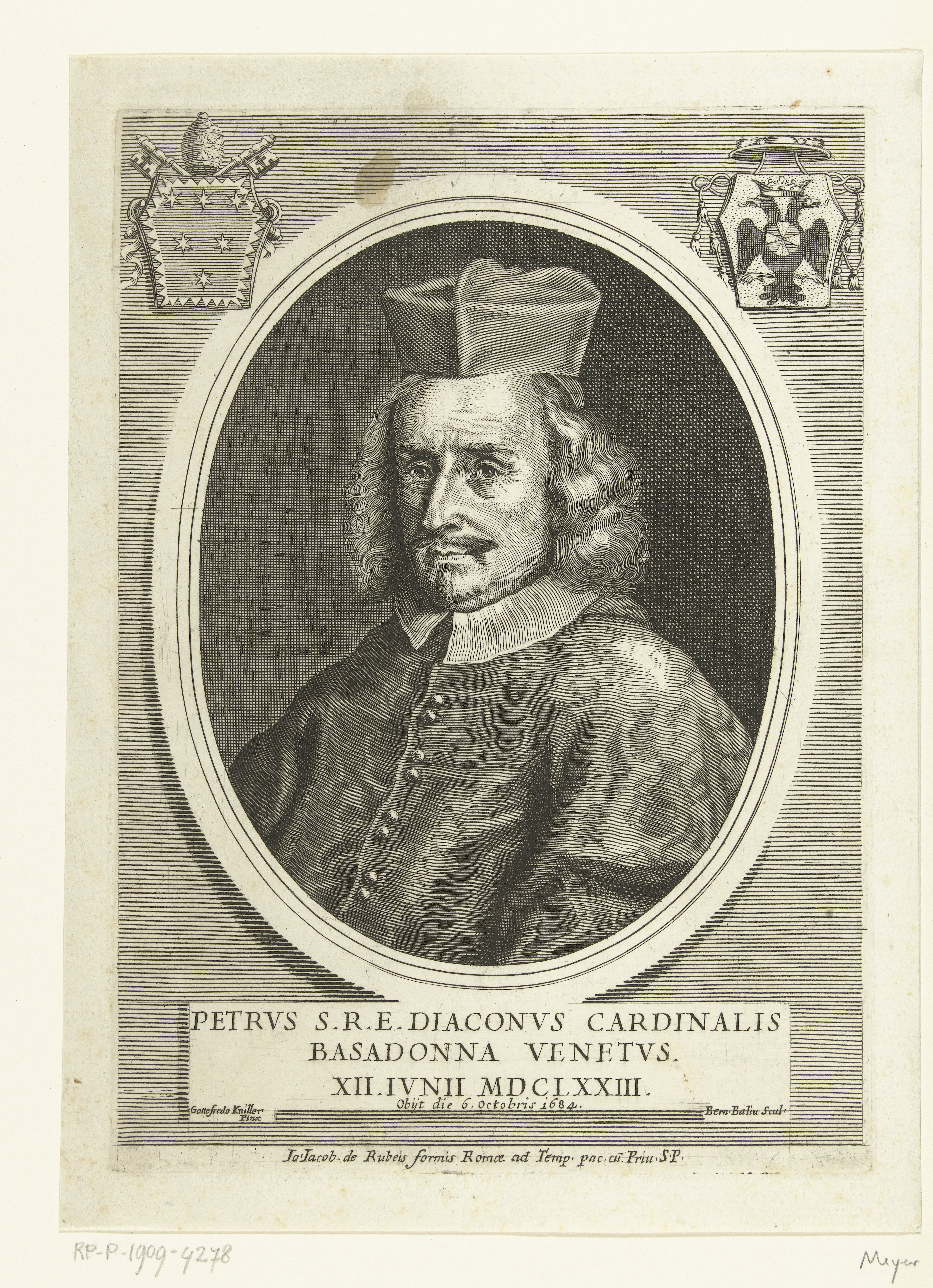
Reproduction par Bernard de Bailliu d'un portrait du Cardinal Pietro Basadonna d' après Godfrey Kneller

Bernard de Bailliu (né en 1641 à Anvers et mort entre 1684 et 1704 à Anvers ou à Rome) est un graveur de reproduction flamand actif à Anvers et à Rome.

## Biographie
Bernard de Bailliu, fils du graveur Pieter de Bailliu et d'Elisabeth van Engelenest, naît à Anvers. Il est le frère des graveurs Pieter II (ou Peeter-Frans) et de Jan Baptist. 
Il se forme et travaille dans l'atelier de son père pendant plusieurs années puis devient membre de la guilde anversoise de Saint-Luc en 1662. 
En 1668, il voyage à Rome et rejoint les Bentvueghels, une association d'artistes principalement néerlandais et flamands y travaillant. Il était d'usage pour les Bentvueghel d'adopter un surnom attrayant, le soi-disant «nom plié». Bailliu pris alors le nom Hemel, qui signifie «paradis». 
Bien qu'il apparaisse pour la dernière fois dans les archives à Rome en 1671, de Bailliu semble y être encore résident en 1684 puisqu'il réalise un portrait du Cardinal Pietro Basadonna d'après celui de Godfrey Kneller cette année-là. 
Il s'est éteint entre 1684 et 1704, à Anvers ou à Rome. 

## Œuvre
Bernard de Bailliu était un graveur de reproduction spécialisé dans les portraits et thèmes historiques. Il réalise une série de 68 portraits de cardinaux comme celui de Niccolo Acciaiuolo qui seront publiés à Rome par Giovanni Giacomo de Rossi. 